# Investissement industriel de Finlande
L'Investissement industriel de Finlande (en finnois : Suomen Teollisuussijoitus, sigle TESI) est une société de capital-risque d'État finlandaise qui investit dans la croissance et l'internationalisation des entreprises finlandaises.

## Présentation
L'entreprise a été créée en 1995. Entre 1995 et fin 2018, l'État a investi au total 655 millions d'euros dans les investissements de l'industrie finlandaise. À la fin de 2018, TESI a des fonds propres de 996 millions d'euros. 
TESI développe le marché finlandais du capital-risque et, grâce à son réseau, les investisseurs internationaux peuvent également être attirés par les entreprises finlandaises.